# Pouteille
La pouteille est une spécialité culinaire traditionnelle lozérienne, liée plus particulièrement au village de La Canourgue.

## Ingrédients
Ce mets est composé de pieds de porc, de morceaux de bœuf à braiser, de saindoux, de pommes de terre, d'oignons, d'ail, d'échalotes, d'un bouquet garni, d'un verre de marc et de vin rouge.

## Légende
Elle est liée à la grande cuvette de grès qui s'étend au pied du Sabot. Ce fut là que s'installa Gargantua, pris d'une fringale après un long périple dans le Gévaudan. Il avait humé une préparation que les fadarelles concoctaient dans une grande marmite et où mijotaient des pieds de cochon, des morceaux de bœuf, des pommes de terre dans du vin.